# لجنة الإغاثة في بلجيكا

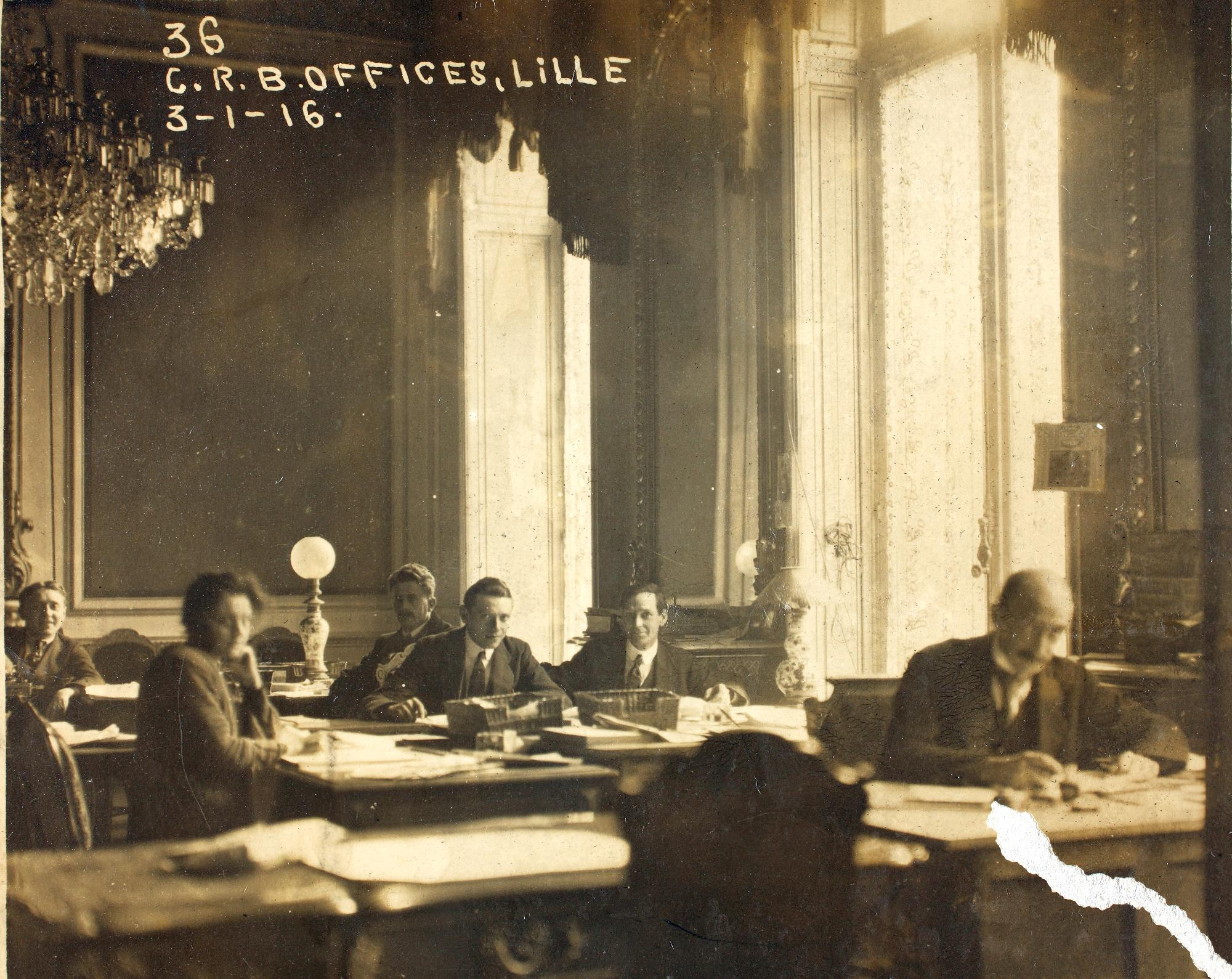

لجنة الإغاثة في بلجيكا أو C.R.B. - المعروفة أيضا باسم البلجيكية الإغاثة فقط - هي منظمة دولية (في الغالب أمريكية)، التي نظمت لتوريد المواد الغذائية إلى بلجيكا المحتلة من ألمانيا وشمال فرنسا خلال الحرب العالمية الأولى. وكان قائدها الرئيسي هو هيربرت هوفر (رئيس الولايات المتحدة سابقًا).

## الأصل

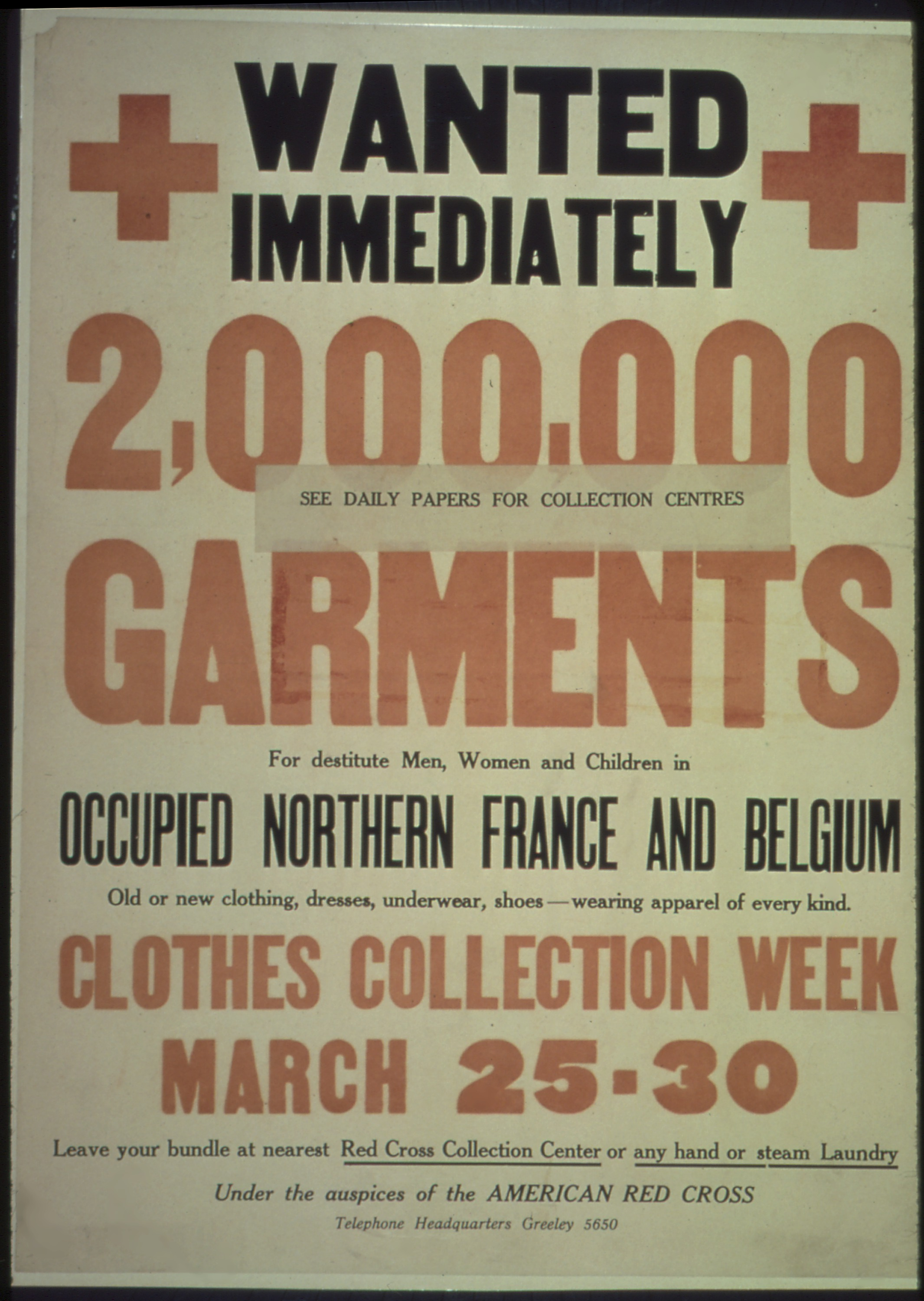
ملصق يطلب ملابس لفرنسا وبلجيكا المحتلة

عندما اندلعت الحرب العظمى، كان هوفر مهندسًا تعدينيًا، ممولًا، يعيش في لندن. عندما اندلعت الحرب، وجد نفسه محاطًا بعشرات الآلاف من السياح الأمريكيين الذين يحاولون العودة إلى منازلهم، لم يتم الاعتراف بأوراقهم الرسمية وتذاكر سفرهم السياحية، وكان عدد قليل جدًا منهم يمتلك عملة صعبة تكفي لشراء منزل بصفة مؤقتة، حتى إذا كانت السفن تُبحِر؛ تم إلغاء معظم الرحلات. أنشأ هوفر ونظم «لجنة أمريكية» من أجل «الحصول على منزل يانكي المحطم». وبحلول أكتوبر 1914، أرسلت اللجنة الأمريكية نحو 120 ألف أمريكي إلى الوطن، وفي النهاية فقدوا 300 دولار فقط من الديون غير المدفوعة. جذب هذا الحدث الذي أقام به هوفر ولجنته الموهوبه انتباه السفير الأمريكي، والتر هاينز بيدج، والعديد من الأشخاص الرئيسيين الآخرين في لندن، الذين جاءوا إليه في أواخر أكتوبر من أجل طلب مساعدته في مشكلة أكبر بكثير.
في عام 1914، بعد أن غزت أمبراطورية ألمانيا بلجيكا، عانت بلجيكا من نقص في الغذاء.الأمة الصغيرة، في ذلك الوقت بين أكثر البلدان تحضرًا في أوروبا، وفرت فقط ما يكفي من الغذاء لتلبية 20-25 ٪ من احتياجاتها. ومع ذلك، كان المحتلون الألمان يطالبون بإطعام جيشهم.سيتعرض السكان المدنيون - بالإضافة إلى التأثير المعنوي لغزو الألماني لبضعة أيام - لمجاعة وشيكة ما لم يتم جلب الكثير من الطعام في أسرع وقت.
لكن الأمر المتعلق بشراء الطعام وإحضاره لم يكن شيئًا بسيطًا، حيث اكتشف مهندس التعدين الأمريكي المغترب ميلارد شالرذلك الأمر عندما حاول القيام به.فرضت بريطانيا العظمى حصارًا اقتصاديًا على ألمانيا ودولها المحتلة. وحسب ما ذكره البريطانيون، إذا أحضر شالر الطعام لبلجيكا، فإن الألمان سوف يستولون عليه.
وفي سبيل البحث عن حل لهذه المعضلة، اتصل شالير بسفير بيدج، وتواصل بيدج مع هوفر.